# ヴァネッサ・ハジェンズ
ヴァネッサ・アン・ハジェンズ（Vanessa Anne Hudgens, 1988年12月14日 - ）は、アメリカ合衆国の女優、歌手、アイドル。身長155cm。同じく女優、妹はステラ・ハジェンズ（1995年11月13日生まれ）。

## 来歴

### 生い立ち
カリフォルニア州サリナスで、父グレッグと母ジーナの下に長女として生まれる。フィリピン人、中国人、スペイン人（以上は母方から）、アイルランド人、アメリカインディアン（父方から）など、様々な人種の血を引いている。7歳年下の妹ステラも女優として活動している。
8歳の頃からダンス、ピアノ、ボイストレーニングのレッスンを受けてきた。レッスンについては「英才教育のために習い事をしていたわけではなく、ただやりたいことだったから」と語っている。
出世作ともいえるディズニー・チャンネル・オリジナル・ムービー『ハイスクール・ミュージカル』シリーズは高校を舞台に描かれた作品だが、ハジェンズ自身は通信教育を受けており、いわゆる普通科の高校には通っていなかった。同作のインタビューでは「私はホームスクーリングだったから、（普通の高校生が体験するような）劇的事件はたくさん逃したと思うけど別に構わない。『ハイスクール・ミュージカル』で高校生活を経験出来たし、高校で学ぶ最も大切な事のひとつは自分自身のことだと思うのよ」と高校に行かなかった事について語った。

### キャリア

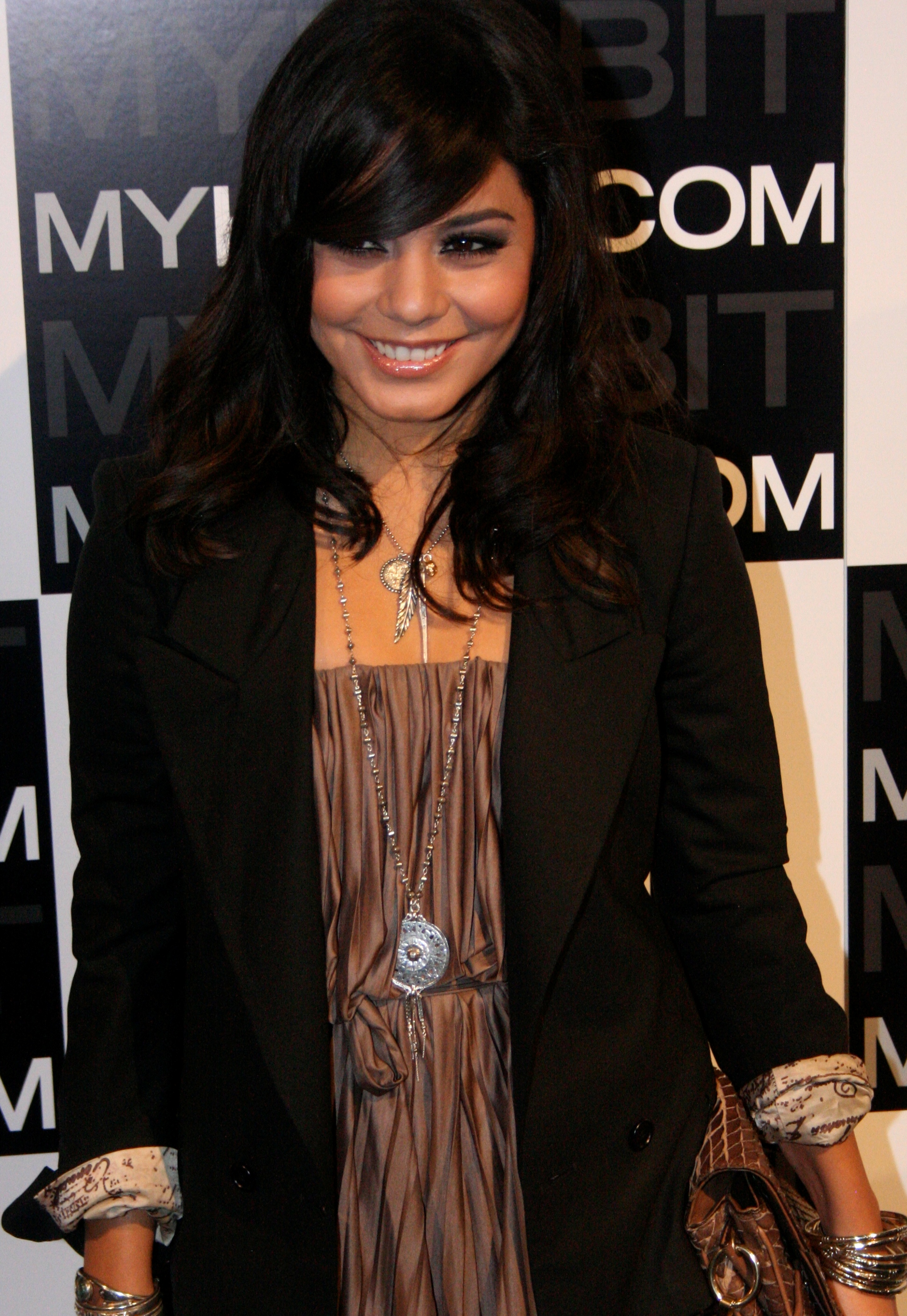
(2011年5月)

2003年に『サーティーン あの頃欲しかった愛のこと』で主人公の友人役を演じ映画デビュー。2006年、『ハイスクール・ミュージカル』のヒロインのガブリエラ・モンテス役を演じ、一躍有名となった。2006年9月、ファースト・ソロ・アルバム『V』で歌手デビューした。2007年8月に初放映された『ハイスクール・ミュージカル2』は全米で1,720万人が視聴する記録となった。
2008年7月、セカンド・ソロ・アルバム『アイデンティファイド』を発売している。同年10月（日本2009年2月7日）に劇場公開された『ハイスクール・ミュージカル/ザ・ムービー』のプロモーションのため2009年1月25日に初訪日、28日にジャパン・プレミアが行われ、29日に渋谷でファン・イベントが行われた。同作は全世界興行収入約2億5千2百万ドルを記録した。
2009年夏にカナダのモントリオールで撮影が行われたファンタジー・ロマンス・ドラマ映画『ビーストリー』はフランスの古典作品である『美女と野獣』を元に現代が舞台となり真の愛を育むラブストーリーでヒロインのリンディ役を演じている。共演はコメディドラマ『ママと恋に落ちるまで』に出演のニール・パトリック・ハリスで本作品は日本で2012年2月4日から劇場公開された。
2010年春、ミュージカル『レント』でHIV陽性のダンサー、ミミ役を演じることが発表された。舞台上演はカリフォルニア州ロサンゼルスにある野外劇場のハリウッド・ボウルで2010年8月6日から8日まで上演された。舞台監督は映画『ビーストリー』で共演したニール・パトリック・ハリスが務めた。
2011年のアクション・ファンタジー映画、監督・製作・脚本・原案ザック・スナイダー作品である『エンジェル ウォーズ』でブロンディ役にキャスティングされた。『エンジェル ウォーズ』のIMAX版は2011年4月15日から日本で公開。
2012年、出演したSFアドベンチャー映画『センター・オブ・ジ・アース2　神秘の島』は全世界興行収入約3億3千5百万ドルを記録した。
2012年の春にフロリダ州などで撮影が行われたハーモニー・コリン監督・脚本の映画『スプリング・ブレイカーズ』で女子大生のキャンディ役を演じ、セレーナ・ゴメス 、アシュレイ・ベンソン、ジェームズ・フランコなどと共演をした。米国で2013年3月15日、日本では 2013年6月15日に公開された。
米国で2013年8月23日、日本では同年10月5日に公開された実際に起きた事件を題材としたスリラー映画『フローズン・グラウンド』では1983年のアラスカ州が舞台の猟奇殺人事件を描いた作品で娼婦シンディ・ポールソンを演じ巡査部長ジャック・ハルコム役のニコラス・ケイジと共演をした。
2010年の映画『マチェーテ』の続編である『マチェーテ・キルズ』で主人公マチェーテを革命家マルコス・メンデスの元へ案内し導くセレッサ・デスデモナ役を演じた。本作品は米国で2013年10月11日、日本で 2014年3月1日で公開された。
2013年8月、E! リアリティ番組 Inner Circle にアシュレイ・ティスデイルと共に出演している。
2014年1月24日に全米公開された実話に基づく映画 Gimme Shelter （原題）出演で役作りのため実際に2週間ほどホームレスの保護施設に滞在、8キロ近く体重を増量し髪をショートカットにして望んだ撮影では交通事故、妊娠出産し母親となる家出した少女アップルを演じた。
1950年代に女優オードリー・ヘプバーン主演で舞台化されたブロードウェイ・ミュージカル劇『恋の手ほどき』（原題:Gigi）で主演のジジ役を演じることが2014年秋に発表され同作品は2015年1月16日から2月12日までワシントンD.C.のジョン・F・ケネディ・センターで上演され、その後、ブロードウェイ・シアターで上演されている。功績が評価されてインダストリー・ダンス・アワードでブレイクスルー・パフォーマー賞を受賞した。
2015年1月に米国FoxテレビのTVミュージカル「Grease Live/グリース・ライブ」に出演することが発表されピンクレディースのリッゾを演じ2016年1月31日に全米で生放送。

### モデル
2014年1月からファッションブランド Bongo （ボンゴ）の広告塔を務めた。

## 人物

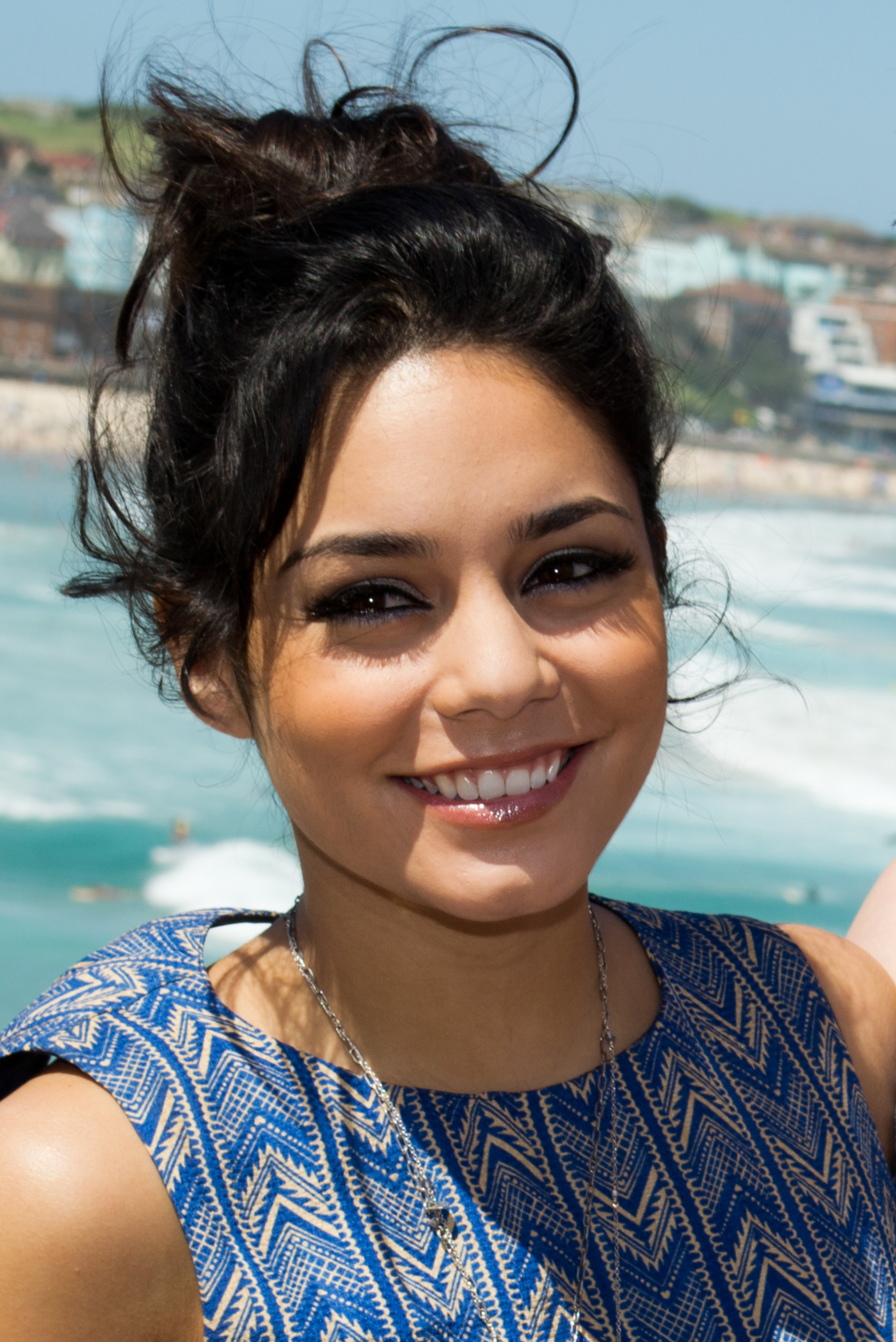
(2012年1月) ボンダイ・ビーチ

動物好きで、犬や亀をペットに飼っている。2014年2月にマーメイド（人魚）に扮して海やビーチの保護を訴える活動に参加した。
芸能ニュースサイト「ジャスト・ジャレッド」が2010年度の最も人気な女優10人を発表し第2位にランクインした。その後も2010年度の最も人気なセレブ25人の第2位、2010年度の最も人気な女優10人の第1位、2010年度の最も人気なセレブ25人の第1位、2012年度の最も人気な女優20人の第6位、2012年度の最も人気なセレブ50人の第16位。2013年度の最も人気な女優25人の3位、2013年度の最も人気な女優25人の第2位、2013年度の最も人気なセレブ50人の第2位。2014年度の最も人気なセレブ50人の第21位、2014年度の最も人気の女優25人の第5位、2014年度の最も人気な女優25人の第2位、2014年度の最も人気なセレブ50人の第2位になる。2013年、男性誌「MAXIM」の「最もホットな女性100人」が発表され第9位になる。
2013年11月16日に妹ステラの18歳の誕生日のためにインドのボリウッドをテーマとした大掛かりな誕生パーティーを開いて祝う。2014年10月、ナッツベリーファームのハロウィーンのイベントでモンスターのマスクと衣装を身に着け「スケアリー・メアリー」に扮し客を驚かせる。
2013年、台風30号で被害を受けたフィリピンの復興支援のためにユニセフの「There for the Philippines」というキャンペーンに参加した。

### 私生活
『ハイスクール・ミュージカル』シリーズで恋人同士を演じているザック・エフロンとは私生活でも交際し、「Kuuipo」（ハワイ語で「恋人」の意味）と書かれたお揃いの指輪を着けるなどしていた。2010年1月3日、ロサンゼルスでSF映画『アバター』の鑑賞、エフロンと映画デートしている所を撮られた。2010年12月上旬エフロンと破局したことが明らかとなり5年間の交際に終止符を打った。
2011年より年下の俳優オースティン・バトラーと交際していたが、2020年に破局した。
2021年2月、MLB選手コール・タッカーとの交際を自身のInstagramで公表した。
2023年12月、MLB選手コール・タッカーと結婚した。メキシコで挙式した。

### 交友関係
『ハイスクール・ミュージカル』シリーズで敵役のシャーペイを演じているアシュレイ・ティスデイルとは、実生活では非常に仲が良く、二人でショッピングをする姿などが目撃されている。雑誌のインタビューではアシュレイとの仲を「私たちは週に一度は連絡しあっているの。お互いロサンゼルスに居るときは一緒にネイルサロンに行ったりしているわ。離れていてもお互いが常に何をしているか知っているのよ」と話している。また、あるインタビューでは「なぜか私たちを闘わせたがっている人達が多いけど、本当に私たちは仲がいいのよ。それから、彼女をシャーペイのような人だと思っているジャーナリストが多いみたいね･･･。ぜんぜん違うのに」と語っている。2010年12月14日に21歳を迎えティスデイル、セレーナ・ゴメス、コービン・ブルーなど約100人の招待客が招かれたサプライズ・パーティーが開催され祝われた。2012年7月2日、カリフォルニア州のマリブビーチでティスデイル27歳の誕生日パーティーに参加した。2013年2月には映画『スプリング・ブレイカーズ』で共演し親しくしているセレーナ・ゴメスと共に聖書の読書会に参加している。同月ニューヨークでオースティン・バトラー、セレーナ・ゴメスの3人で一緒にボウリング場に訪れ後から女の友人たちも加わりボウリングを楽しむ。2014年2月にダンススタジオでアシュレイ・ティスデイルとダンスを踊っている動画が公開された。セレーナ・ゴメスは、「ヴァネッサは美しい精神の持ち主」と語った。2014年5月にフロリダ州のマイアミで親友アシュレイ・ティスデイルのバチェロレッテ・パーティーに参加した。2013年10月14日『ハイスクール・ミュージカル』シリーズに出演していたモニーク・コールマンの呼び掛けがきっかけでキャストたちが同窓会の集まりをすることが発表。2014年8月29日、同作品の監督と共演者らがLAのレストランに集まった。2014年9月、親友ヴァネッサから親身に励ましやアドバイスをしてもらったことを恋人と破局後のサラ・ハイランドが明らかにした。9月、親友アシュレイ・ティスデイルの結婚式のブライズメイドの一人を務め「大泣きしたの」と語った。2014年の大晦日に『スプリング・ブレイカーズ』で共演したアシュレイ・ベンソンと一緒に年を越して新年を祝う。

## 論争
2016年2月、オースティン・バトラーとアリゾナ州ココニーノ国有林を訪れた際、二人の名を岩に刻み、その写真をInstagramに投稿。しかしこれは器物破損にあたるため同年5月、1000ドルの罰金を支払った。
2020年3月16日、ハジェンズは自身のInstagramライブで新型コロナウイルス対策として隔離政策が7月まで続くのは「バカみたい。ウイルスだって知ってるけど、でも同時に、みんなが感染したって、人は死ぬわけだし、それって酷いことだけど、どうせ避けられないわけじゃん？」と発言した。これには批判が集まり、翌日、ハジェンズは再びビデオを投稿し前日の発言は「文脈を無視して」広められたと主張。その後Twitterに謝罪文を投稿した。

## 主な出演作品

### 映画
| 公開年 | 邦題 原題                                                                                  | 役名                                                       | 備考                                         | 吹き替え           |
| ------ | ------------------------------------------------------------------------------------------ | ---------------------------------------------------------- | -------------------------------------------- | ------------------ |
| 2003年 | サーティーン あの頃欲しかった愛のこと Thirteen                                             | ノエル Noel                                                |                                              | TBA                |
| 2004年 | サンダーバード Thunderbirds                                                                | ティンティン Tintin                                        |                                              | 清水理沙           |
| 2006年 | ハイスクール・ミュージカル High School Musical                                             | ガブリエラ・モンテス Gabriella Montez                      | ディズニー・チャンネル・オリジナル・ムービー | 折笠富美子         |
| 2007年 | ハイスクール・ミュージカル2 High School Musical 2                                          | ガブリエラ・モンテス Gabriella Montez                      | ディズニー・チャンネル・オリジナル・ムービー | 折笠富美子         |
| 2008年 | ハイスクール・ミュージカル/ザ・ムービー High School Musical 3: Senior Year                 | ガブリエラ・モンテス Gabriella Montez                      |                                              | 折笠富美子         |
| 2009年 | バンドスラム Bandslam                                                                      | サム Sa5m                                                  | 日本未公開                                   |                    |
| 2011年 | ビーストリー Beastly                                                                       | リンディ・テイラー Lindy Taylor                            |                                              | 結城飛鳥           |
| 2011年 | エンジェル ウォーズ Sucker Punch                                                           | ブロンディ Blondie                                         |                                              | 豊崎愛生           |
| 2012年 | センター・オブ・ジ・アース2 神秘の島 Journey 2: The Mysterious Island                      | カイラニ Kailani                                           |                                              | 藤村歩             |
| 2012年 | スプリング・ブレイカーズ Spring Brakers                                                    | キャンディ Candy                                           |                                              | うえだ星子         |
| 2013年 | フローズン・グラウンド The Frozen Ground                                                   | シンディ・ポールソン Cindy Paulson                         |                                              | 沢城みゆき         |
| 2013年 | マチェーテ・キルズ Machete Kills                                                           | セレッサ・デスデモナ Cereza Desdemona                      |                                              |                    |
| 2013年 | ギミー・シェルター Gimme Shelter                                                           | アグネス・ベイリー Agnes "Apple" Bailey                    |                                              | 井上麻里奈         |
| 2015年 | フリークス・シティ Freaks of Nature                                                        | ローレライ                                                 |                                              | あいざわゆりか     |
| 2018年 | スイッチング・プリンセス The Princess Switch                                               | ステーシー・デ・ノヴォ/マーガレット・デラコート公女（2役） | Netflix映画                                  | 坂本真綾           |
| 2018年 | セカンド・アクト Second Act                                                                | ゾーイ Zoe                                                 |                                              | 松井暁波           |
| 2019年 | ポーラー 狙われた暗殺者 Polar                                                              | カミーユ                                                   | Netflix映画                                  | 坂本真綾           |
| 2019年 | クリスマスナイト ～恋に落ちた騎士～ The Knight Before Christmas                            | ブルック                                                   | 兼エグゼクティブ・プロデューサー Netflix映画 | 折笠富美子         |
| 2020年 | バッドボーイズ フォー・ライフ Bad Boys for Life                                            | ケリー                                                     |                                              | 大地葉             |
| 2020年 | スイッチング・プリンセス:もう一度スイッチ! THE PRINCESS SWITCH: SWITCHED AGAIN             | ステーシー・デ・ノヴァ/マーガレット少女/フィオナ (3役)     | Netflix映画                                  | 坂本真綾           |
| 2021年 | スイッチング・プリンセス3:思いかけないスイッチ! THE PRINCESS SWITCHED3: ROMANCING THE STAP | ステーシー・デ・ノヴァ/マーガレット/フィナオ (3役)         | Netflix映画                                  | 清水理沙           |
| 2021年 | Tick, tick... BOOM! : チック、チック…ブーン! tick, tick... BOOM!                           | カレッサ・ジョンソン                                       | Netflix映画                                  | 村田遥             |
| 2023   | 1984年、ダウンタウン・アウル DOWNTOWN OWL                                                  | ナオミ                                                     |                                              | （吹き替え版なし） |
| 2024年 | フレンチ・ガール French Girl                                                               | ルビー・コリンズ                                           |                                              | 清水理沙           |
| 2024年 | バッドボーイズ RIDE OR DIE Bad Boys Ride or Die                                            | ケリー                                                     |                                              | 大地葉             |

### テレビ番組
| 年     | 邦題 原題                                                      | 役名                                                                                        | 備考 | 吹き替え |
| ------ | -------------------------------------------------------------- | ------------------------------------------------------------------------------------------- | --- | -------- |
| 2002年 | Still Standing                                                 | ティファニー Tiffany                                                                        | 第1シーズン第4話 "Still Rocking" | N/A      |
| 2002年 | ロバリー・ホミサイド・ディヴィジョン Robbery Homicide Division | ニコール Nicole                                                                             | 第1シーズン第10話 "Had" |          |
| 2003年 | The Brothers García                                            | リンジー Lindsay                                                                            | 第4シーズン第2話 "New Tunes" | N/A      |
| 2005年 | 5つ子はティーンエイジャー Quintuplets                          | カルメン Carmen                                                                             | 第1シーズン第22話 "The Coconut Kapow" |          |
| 2006年 | ドレイク&ジョシュ Drake & Josh                                 | レベッカ Rebecca                                                                            | 第3シーズン第13話 "Little Sibling" |          |
| 2006年 | スイート・ライフ The Suite Life of Zack & Cody                 | コーリー Corrie                                                                             | 「生徒会長に立候補」 "Forever Plaid" 「パラレル・ワールド」 "Not So Suite 16" 「弟はつらい」 "Neither a Borrower nor a Speller Bee" 「絵本と巣箱」 "Kept Man" |          |
| 2009年 | ロボット・チキン Robot Chicken                                 | ララ ラーヴァン / バターベア / エリン・エスランス Lara Lor-Van / Butterbear / Erin Esurance | 第4シーズン第19話 "Especially the Animal Keith Crofford" |          |
| 2012年 | パンクト Punk'd                                                | 本人                                                                                        | 第9シーズン第5話 「ルーシー・ヘイル」 "Lucy Hale" |          |
| 2013年 | Inner Circle                                                   | 本人                                                                                        | E! テレビスペシャル | N/A      |
| 2016年 | グリース・ライブ! Grease: Live                                 | リッゾ                                                                                      | |          |

### 舞台劇
| 年     | 邦題 原題   | 役名                        | 備考                                                         |
| ------ | ----------- | --------------------------- | ------------------------------------------------------------ |
| 2010年 | レント Rent | ミミ・マルケス Mimi Marquez | 上演 ハリウッド・ボウル                                      |
| 2015年 | Gigi        | ジジ Gigi                   | 上演 ジョン・F・ケネディ・センター、ブロードウェイ・シアター |

## ディスコグラフィ

### スタジオ・アルバム
- V (2006)
- アイデンティファイド (2008)

### サウンドトラック
- ハイスクール・ミュージカル (2006)
- ハイスクール・ミュージカル2 (2007)
- ハイスクール・ミュージカル/ザ・ムービー (2008)

### コンサートツアー
- The Party's Just Begun Tour (2006)（英語）
- High School Musical: The Concert (2006/2007)（英語）
- Identified Summer Tour (2008)（英語）

## 受賞歴
| 年   | 賞                                         | カテゴリ | 結果       | 参照            |
| ---- | ------------------------------------------ | --- | ---------- | --------------- |
| 2006 | イマジン・アワード                         | 主演女優 - テレビ                                                                                             | ノミネート | [ 103 ]         |
| 2006 | ティーン・チョイス・アワード               | テレビの相性 (ザック・エフロンと共同受賞)                                                                     | 受賞       | [ 104 ]         |
| 2006 | ティーン・チョイス・アワード               | テレビ: ブレイクアウト・スター                                                                                | ノミネート | [ 104 ]         |
| 2007 | ティーン・チョイス・アワード               | 音楽: ブレイクアウト・アーティスト - 女性                                                                     | 受賞       | [ 105 ]         |
| 2007 | ヤング・アーティスト・アワード             | テレビ映画の最優秀演技、ミニシリーズスペシャルまたはパイロット版 - 主演女優                                   | ノミネート | [ 106 ]         |
| 2008 | ティーン・チョイス・アワード               | ホットな女性                                                                                                  | 受賞       | [ 107 ]         |
| 2009 | キッズ・チョイス・アワード                 | 好きな映画女優                                                                                                | 受賞       | [ 108 ]         |
| 2009 | MTVムービー・アワード                      | ブレイクスルー女性演技                                                                                        | ノミネート | [ 109 ]         |
| 2009 | MTVムービー・アワード                      | ベスト・キス (ザック・エフロンと共同)                                                                         | ノミネート | [ 109 ]         |
| 2009 | ティーン・チョイス・アワード               | 映画女優: 音楽/ダンス                                                                                         | ノミネート | [ 110 ]         |
| 2009 | ティーン・チョイス・アワード               | 映画: キス (ザック・エフロンと共同)                                                                           | ノミネート | [ 110 ]         |
| 2009 | ティーン・チョイス・アワード               | ホットな女性                                                                                                  | ノミネート | [ 110 ]         |
| 2010 | ショーウェスト・アワード                   | 明日の女性スター                                                                                              | 受賞       | [ 111 ]         |
| 2010 | オーストラリア・キッズ・チョイス・アワード | 最も可愛いカップル                                                                                            | 受賞       | [ 112 ]         |
| 2011 | ピープルズ・チョイス・アワード             | 好きな映画スター25歳未満                                                                                      | ノミネート | [ 113 ]         |
| 2011 | ティーン・チョイス・アワード               | レッド・カーペットのファッション・アイコン - 女性                                                             | ノミネート | [ 114 ]         |
| 2011 | ティーン・チョイス・アワード               | 映画: キス (アレックス・ペティファーと共同)                                                                   | ノミネート | [ 114 ]         |
| 2012 | ティーン・チョイス・アワード               | 映画女優: サイファイ/ファンタジー                                                                             | ノミネート | [ 115 ]         |
| 2013 | キッズ・チョイス・アワード                 | 好きな映画女優                                                                                                | ノミネート | [ 116 ]         |
| 2013 | 女性映画ジャーナリスト同盟アワード         | 新しいエージェントを最も必要としている女優 (共同、アシュレイ・ベンソン、レイチェル・コリン、セレーナ・ゴメス) | ノミネート | [ 117 ]         |
| 2014 | MTVムービー・アワード                      | ベスト・キス (共同、アシュレイ・ベンソン、ジェームズ・フランコ)                                               | ノミネート | [ 118 ]         |
| 2014 | ヤング・ハリウッド・アワード               | トレンドセッター                                                                                              | 受賞       | [ 119 ] [ 120 ] |
| 2015 | インダストリー・ダンス・アワード           | ブレイクスルー・パフォーマー                                                                                  | 受賞       | [ 35 ]          |